# Bart Simpson
Bartholomew Jojo (Bart) Simpson is een personage uit de animatieserie The Simpsons en uit de stripserie Bart Simpson. Hij wordt ingesproken door Nancy Cartwright.
Bart is het oudste van de drie kinderen van Homer en Marge Simpson. Hij is een van de vele linkshandige personages in de serie. Bart is naast Homer Simpson het bekendste personage uit de serie. Zeker in de begindagen van de show was hij het populairste personage en lag de nadruk in veel afleveringen op hem.

## Oorsprong van het personage
Matt Groening bedacht Bart samen met de andere Simpsons in de lobby van James L. Brooks' kantoor, als onderdeel van de animatiefilmpjes die hij moest gaan maken. De personages waren allemaal gebaseerd op Matts eigen gezinsleden.
In een interview maakte Matt bekend dat hij de naam 'Bart' koos omdat het een anagram is van brat (Engels voor 'kwajongen'). Veel mensen denken dat Bart gebaseerd is op Matt Groening zelf. Groening heeft hierover tegenstrijdige berichten vrijgegeven.

## Persoonlijkheid
Bart is volgens eigen zeggen een niksnut. In het openingsfilmpje van elke aflevering heeft hij strafwerk en moet hij regels op een schoolbord schrijven. Bart wordt snel afgeleid door van alles, heeft een rebels karakter en verzet zich tegen elke vorm van autoriteit. Hij heeft er ook een handje van mensen te laten schrikken of tegen zich in het harnas te jagen, met name door te moonen.
Bart kan ondanks zijn gedrag niet echt dom genoemd worden. Zijn grappen zijn vaak complex en zijn acties en spraakgebruik duiden op goede mentale capaciteiten. Zo was hij geregeld Sideshow Bob te slim af.
Zijn vader Homer beschreef Bart ooit als a younger, more in-your-face-versie van zichzelf. Homer en Bart staan niet altijd op goede voet met elkaar. Geregeld drijft Bart Homer tot het uiterste, met als resultaat dat Homer hem probeert te wurgen. Zijn moeder Marge is geduldiger met Bart.
Met zijn zus Lisa heeft Bart een haat-liefdeverhouding. Ze is geregeld het slachtoffer van zijn grappen hij plaagt haar graag met haar hoge intelligentie. Een paar maal gingen ze zelfs met elkaar op de vuist. Desondanks geeft Bart wel om haar en hebben de twee meer dan eens samengewerkt. Als het op problemen oplossen aankomt, ziet Bart Lisa zelfs als zijn meerdere. Met zijn jongste zusje, Maggie, kan Bart beter overweg.
Hoewel hij eindeloos vaak in de problemen komt, toont Bart wel van tijd tot tijd tekenen van integriteit. Zo heeft hij een aantal maal zijn schoolhoofd Seymour Skinner en lerares Edna Krabappel geholpen.
Bart is een groot fan van Krusty de Clown en The Itchy & Scratchy Show, een van de weinige dingen die hij gemeen heeft met Lisa. Verder bestaan zijn hobby's uit skateboarden, strips lezen (vooral die van Radioactive Man) en computerspelletjes spelen. Bart houdt er ook van om barkeeper Moe Szyslak telefonisch voor de gek te houden.
Barts beste vriend is Milhouse Van Houten.

## Culturele invloed
Bart Simpson is wereldwijd bekend geworden als een symbool tegen de autoriteit.
In 1998 selecteerde het tijdschrift Time Bart als een van de 100 meest invloedrijke mensen van de 20e eeuw. Hij werd 46e en was het enige fictieve personage dat in de lijst voorkwam. Daarvoor verscheen hij al op de cover van het exemplaar van 31 december 1990.
Barts vaste catchphrases "¡Ay, caramba!," "Don't have a cow, man!" en "Eat my shorts!" worden afgedrukt op T-shirts sinds het begin van de show. De laatste twee zinnen werden in de serie zelf maar zelden gebruikt, maar werden dankzij de merchandising zeer populair.
In de begindagen van de show werd Bart door ouders gezien als een slecht voorbeeld voor kinderen, daar hij vaak ongestraft bleef voor zijn rebelse gedrag. Dit maakte hem echter wel tot het populairste personage uit de serie. Bart symboliseerde de alsmaar veranderende jeugd van Amerika.
Veel mensen die opgroeiden met The Simpsons gaven toe dat Bart inderdaad een effectief rolmodel is. Hij gaf een meer realistische indruk van een kind dan veel andere kinderen in televisieseries en animatieseries. De show levert geregeld kritiek op de arrogantie van volwassenen. Bart wordt vaak niet begrepen door zowel andere kinderen als door volwassen, iets waar jonge kijkers zich mee kunnen identificeren. In de aflevering 'Simpsorama' wordt gezegd dat Bart verjaart op 23 februari.